# Heterixalus variabilis
Heterixalus variabilis és una espècie de granota de la família dels hiperòlids que viu a Madagascar.